# Martin Smolka
Martin Smolka, né à Prague le 11 août 1959, est un compositeur tchèque. Il a étudié au Conservatoire de Prague (1978-1981) et à l'Académie des arts et de la musique (1981-1986).
Il est devenu en 2003 professeur de composition à l’Academie Janáček des arts du spectacle à Brno. Il enseigne de manière occasionnelle dans diverses écoles et universités européennes parmi lesquelles l'Université McGill à Montréal, Hochschule Musik und Theater Winterthur, Hochschule Musik und Theater (Zurich), l’université Charles (Prague), Hochschule für Musik (Wurtzbourg), Académie de musique Karol Szymanowski (Katowice), Académie de musique de Cracovie.
En plus d'un répertoire classique, il est l'auteur de plusieurs musiques de films.

## Principales œuvres

### Opéras
- Nagano (2001-2003, premier avril 2004 à Prague, sur un livret tchèque de Jaroslav Dušek et Martin Smolka).
- Das schlaue Gretchen (2005, premier mars 2006 à Nuremberg, sur un livret allemand de Klaus Angermann).

### Œuvres symphoniques
- L’Orch pour l’orch (1990).
- Three pieces for retuned orchestra (1996).
- Nešť (1999).
- Remix, Redream, Reflight (2000).
- Observing the Clouds (2001-2003).
- Tesknice (Nostalgie) (2003-2004).

### Musique de chambre
- Slzy (Tears) (1983) pour trio à cordes.
- Hudba hudbička (Music Sweet Music) (1985-1988) pour soprano et ensemble.
- Music for Retuned Instruments (1988).
- Zvonění (Ringing) (1989) pour percussions.
- Nocturne (1989) pour ensemble.
- Netopýr (The Flying Dog) (1990-1992) pour ensemble.
- Rain, a Window, Roofs, Chimneys, Pigeons and so... and Railway-Bridges, too (1992) pour orchestre de chambre.
- Rent a Ricercar (1993-1995) pour ensemble.
- Euforium (1996) pour ensemble.
- Lullaby (1996-1997) pour trombone, guitare et ensemble.
- 8 pieces for guitar quartet (1998).
- Autumn Thoughts (1998) pour ensemble.
- Lieder ohne Worte und Passacaglia (1999) pour ensemble.
- Like Those Nicéan Barks of Yore (1999).
- Blue Note (2000).
- Geigenlieder (2001).
- Ach, mé milé c moll (Oh, my admired C minor) (2002).
- Solitudo (2003).
- Hats in the Sky (2004) pour ensemble.
- For a Buck (2004) pour quatuor à cordes.
- Lamento metodico (2006) pour accordéon.
- Semplice (2006) pour orchestre baroque et ensemble moderne.

### Œuvres vocales
- Walden, the Distiller of Celestial Dews (2000), sur un texte anglais de Henry David Thoreau, pour chœur mixte et percussions.
- Houby a nebe (Mushrooms and Heaven) (2000), sur un texte tchèque de Petr Pavel Fiala et Martin Smolka;
- Missa (2002;
- Słone i smutne (Salés et Tristes) (2006), sur un texte polonais de Tadeusz Różewicz;

## Discographie
- Hudba hudbička, ensemble AGON, Arta Records, Prague 1991
- Music for Retuned Instruments, ensemble recherche, Wittener Tage für neue Kammermusik 1991, WDR Köln 1991
- Rain, a Window, Roofs, Chimneys, Pigeons and so... and Railway-Bridges, too, col legno München/SWF Baden-Baden, Donaueschinger Musiktage 1992
- A v sadech korálů, jež slabě zrůžověly, Petr Matuszek - baryton, Martin Smolka - piano, Na prahu světla, Happy Music, Prague 1996
- Rent a Ricercar, Flying Dog, For Woody Allen, Nocturne, AGON Orchestra, audio ego/Society for New Music Prague, 1997
- Euphorium, Rain, a Window, Roofs, Chimneys, Pigeons and so... and Railway-Bridges, too, Music for Retuned Instruments, Ringing, AGON Orchestra, audio ego/Society for New Music Prague, 1998
- Walden, the Distiller of Celestial Dews, SWR-Vokalensemble Stuttgart, Meinhard Jenne, Rupert Huber, Donaueschinger Musiktage 2000